# Atıl İnaç
Atıl İnaç (Ankara, 22 de març de 1975) És un director de cinema turc.

## Biografia
İnaç va néixer en una família de cineastes: la seva mare era guionista i el seu pare productor. İnaç va anar als Estats Units per estudiar secundària. Després de graduar-se, va estudiar filosofia a la Universitat de Missouri-Kansas City. Més tard, İnaç es va llicenciar a la Universitat Boğaziçi (Istanbul), Departament de Filosofia. Va continuar els seus estudis acadèmics a la Claremont Graduate University - Departament de Filosofia, especialitzat en filosofia del llenguatge.
Va treballar com a productor per la TRT en 3 programes de ràdio que es van emetre a tot el país a Turquia. Els estudis amateurs d'İnaç en música de jazz el van portar a produir i presentar programes de ràdio orientats al jazz a Acik Radyo, una estació de ràdio privada turca destacada. També va escriure articles i va fer entrevistes amb músics de jazz i compositors de jazz.

## Filmografia
- Zincirbozan (2007)
- Kolpaçino (2009)
- Yaşar ne Yaşar ne Yaşamaz (2008)
- A Step into the Darkness (2010)
- Partner (2011)
- Daire (2013)